# Steve Archibald
Steven Archibald (Glasgow, 27 settembre 1956) è un ex calciatore e allenatore di calcio scozzese, di ruolo attaccante.

## Carriera
Con il Tottenham giocò 131 partite e realizzò 58 gol e vinse la FA Cup nel 1981 e nel 1982 e la Coppa UEFA 1983-1984. In seguito giocò anche con il Barcellona dove vinse la Liga nel 1984-1985 e con cui raggiunse nel 1986 la finale di Coppa dei Campioni persa ai rigori contro la Steaua Bucarest e due sole partite con il Fulham.
Dal 1994 incominciò la sua carriera da allenatore per l'East Fife.

## Palmarès

### Calciatore

#### Club

##### Competizioni nazionali
- Campionato scozzese: 1

Aberdeen: 1979-1980
- Coppa d'Inghilterra: 2

Tottenham: 1980-1981, 1981-1982
- Charity Shield: 1

Tottenham: 1981
- Campionato spagnolo: 1

Barcellona:1984-1985
- Coppa della Liga: 1

Barcellona: 1985-1986

##### Competizioni internazionali
- Coppa UEFA: 1

Tottenham: 1983-1984